# Sybrandy's Speelpark
Sybrandy's Speelpark is een kleinschalig attractiepark ten zuidwesten van Oudemirdum in Zuidwest-Friesland aan de IJsselmeerkust.

## Geschiedenis
Sybrandy's Speelpark (voormalig Ontspanningspark en vogelpark) is ontstaan uit een vogelpark. In 1964 werd het Vogelpark Sybrandy geopend. Hier werd al snel een speeltuin bij gebouwd, en het bleek dat de bezoekers toch meer voor de speeltuin dan voor de vogels kwamen. Pas in het laatste decennium van de 20ste eeuw werden echte attracties geplaatst.
Het park lag tussen Oudemirdum en Rijs. Het park was gelegen in de bossen van het Gaasterland, in de gemeente De Fryske Marren. In en rondom het park werd veel groen aangelegd (meer dan 600 bomen en planten). Een deel van het park en de speeltuin stond in een overdekte accommodatie. Op 25 augustus 2019 was het park voor de laatste keer geopend op de oorspronkelijke locatie. De eigenaar wilde het park verkopen, maar een geschikte koper kon aanvankelijk niet worden gevonden.
Vanaf 2020 nam Sjerp Jaarsma van recreatiepark de Hege Gerzen het park over. Sybrandy's Speelpark werd verplaatst naar de locatie van recreatiepark de Hege Gerzen. De overname werd mogelijk door een crowdfundingactie en een lening van de gemeente De Fryske Marren.

## Attracties
Het park is vooral gericht op kinderen tussen de 3 en 13 jaar en bestaat uit een grote speeltuin met verschillende (pretpark)attracties. Het park wordt om die reden dan ook wel een speeltuinpretpark genoemd. Ondanks zijn geringe omvang wordt Sybrandy's Speelpark toch gerekend tot de grotere attracties van Friesland. Dit heeft mede te maken met de grote reikwijdte van Friesland.
Enkele van de verschillende attracties:
- De Komeet, een motorisch aangedreven grote schommel met een maximale hoogte van 7,5 meter.
- Wave Rider, een waterattractie waarbij verschillende karretjes over een rivier rond worden geslingerd.
- De Vlinderbaan, een pendelschommel; 6,5 meter hoog.
- Sky-Ride, een monorail met autokarretjes op 5 meter hoogte.
- Nautic-Jet, een schans van 8,5 meter waar kleine boten van af worden geschoten.
- Zweefmolen
- Mini Safari Baan, een rondrit in safari-terreinwagens.
- Villa Kalkenstein, een loopspookhuis.
- Luna Loop, cabine waarin je door het zelf te bedienen voor en achterover kunt tuimelen.
- Draaischijf, een vrolijk rad. De draaischijf is meer dan vijftig jaar oud en de enige in zijn soort in Nederland, mogelijk van Europa.[5] Vanwege de vele verwondingen kwam er verzet tegen de attractie, waarna deze in 2018 sloot. Bij de verhuizing van het park in 2020 kwam de schijf toch weer terug.[6] Tijdens het draaien van de draaischijf (driemaal per dag) wordt het Gaasterlands volkslied gespeeld.
- Trapskelterbaan, twee; een grote en een kleine.
- Tuimelberg, een springkussen.
- Verschillende glijbanen.
- Videohal waar tekenfilms worden vertoond.